# ディレクト
ディレクト(羅 direct)は、キリスト教のカトリック教会における聖歌の歌い方の一つ。
グレゴリオ聖歌などで、独唱、重唱、単一の合唱などが始めから終わりまで歌い通す歌い方。和訳では「直行唱」。
対応する歌い方としては、アンティフォナとレスポンソリウムがあるが、これらと異なって、詩篇唱やイムヌス、カンティクム、エレミア哀歌等この歌い方で歌われる曲種が多いため、単独の曲種区分として用いられる事はない。